# Championnats d'Europe d'escalade 2013
Navigation
Édition précédente Édition suivante
Les Championnats d'Europe d'escalade 2013 se sont déroulés en deux temps :
- à Chamonix, (France), du 10 au 13 juillet 2013, pour les épreuves de difficulté et de vitesse,
- à Eindhoven, (Pays-Bas), 31 août 2013 au 1er septembre 2013 pour les épreuves de bloc.

## Podiums

### Hommes
| Épreuves   | Or                         | Argent                           | Bronze                  |
| ---------- | -------------------------- | -------------------------------- | ----------------------- |
| Difficulté | France Romain Desgranges   | Espagne Ramón Julián Puigblanque | Pays-Bas Jorg Verhoeven |
| Bloc       | Autriche Kilian Fischhuber | Russie Dmitrii Sharafutdinov     | Autriche Jakob Schubert |
| Vitesse    | Tchéquie Libor Hroza       | Pologne Marcin Dzienski          | Ukraine Danylo Boldyrev |

### Femmes
| Épreuves   | Or                          | Argent                       | Bronze                   |
| ---------- | --------------------------- | ---------------------------- | ------------------------ |
| Difficulté | Russie Dinara Fakhritdinova | Slovénie Mina Markovic       | France Hélène Janicot    |
| Bloc       | Autriche Anna Stöhr         | Slovénie Mina Markovic       | France Mélanie Sandoz    |
| Vitesse    | Russie Anna Tsyganova       | Pologne Aleksandra Rudzinska | Russie Yuliya Levochkina |